# Заводской (Марий Эл)
 Заводской  — посёлок в Мари-Турекском районе Республики Марий Эл. Входит в состав городского поселения Мари-Турек.

## География
Находится в восточной части республики Марий Эл на расстоянии приблизительно 2 км по прямой на восток-юго-восток от районного центра посёлка Мари-Турек.

## История
Основан в 1934 году на базе кирпичного завода Мари-Турекского промкомбината. В 1939 году в посёлке было 3 деревянных дома. Рабочие жили в расположенных рядом деревнях Курмакай и Кирла. В 1952 году в посёлке уже было 4 жилых барака. Позднее в посёлке открылся магазин, заводской клуб, ясли-сад, медпункт, столовая, начальная школа, водопровод. У завода были своя кузница, токарная мастерская, электростанция, котельная, пилорама, конюшня, склады, заправочная. В 1959 году в посёлке проживали 120 жителей, в 1970 году — 180, в 1979 году — 207 человек. В 2000 году насчитывалось 70 семей.

## Население
Население составляло 185 человек (мари 50 %, русские 39 %) в 2002 году, 176 в 2010.